# عمل تجاري

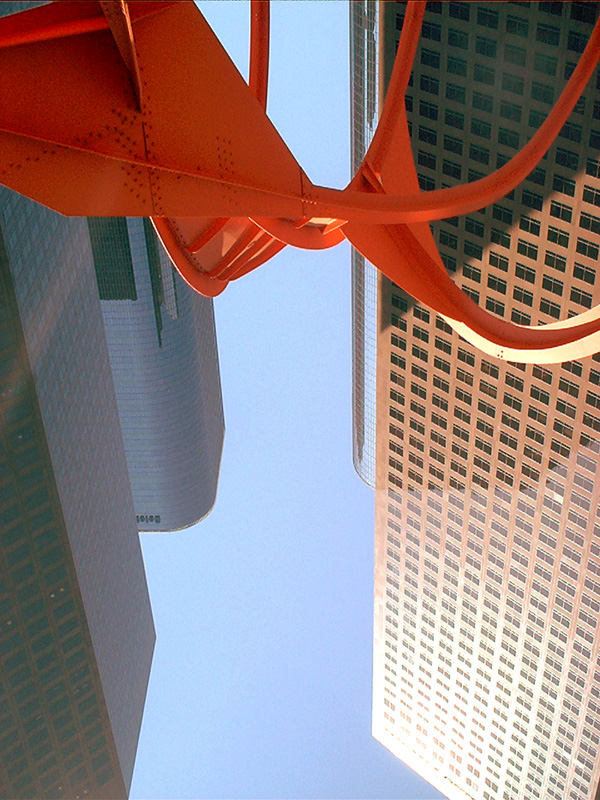

الأعمال (بالإنجليزية: Business)‏ هي مجموعة النشاطات التي تهدف إلى كسب العيش أو كسب المال عن طريق إنتاج أو شراء وبيع المنتجات (مثل السلع والخدمات). ببساطة، أي نشاط أو مؤسسة دخلت من أجل الربح. هذا لا يعني أنها شركة أو شراكة أو لديها أي منظمة رسمية من هذا القبيل، ولكن يمكن أن تتراوح من بائع متجول في الشارع إلى جنرال موتورز."
إن امتلاك اسم النشاط التجاري لا يفصل الكيان التجاري عن المالك، مما يعني أن صاحب النشاط التجاري مسؤول عن الديون المترتبة على النشاط التجاري. إذا كانت الشركة قد حصلت على ديون، فيمكن للدائنين متابعة الممتلكات الشخصية للمالك. هيكل الأعمال لا يسمح بمعدلات الضريبة على الشركات. أيضا المالك يخضع للضريبة الشخصية على جميع الدخل من العمل.
وغالبا ما يستخدم المصطلح العامي (ولكن ليس من قبل المحامين أو الموظفين العموميين) للإشارة إلى الشركة. الشركة، من ناحية أخرى، هي كيان قانوني منفصل وتنص على مسؤولية محدودة، وكذلك معدلات ضريبة الشركات. هيكل الشركة أكثر تعقيدًا وتكلفة من حيث الإنشاء، لكنه يوفر المزيد من الحماية والمزايا للمالك.

## أشكال الملكية الأساسية
- الملكية المنفردة: هي عندما تكون الشركة أو التجارة ممتلكة من قبل شخص واحد. قد يقوم المالك بتوظيف عدد من العمال أو قد يقوم المالك بكل العمل. يكون المالك مسؤول عن كل الديون المترتبة على الشركة أو التجارة.
- الشراكة/التضامن: هي عندما تكون الشركة أو التجارة ممتلكة من قبل شخصين أو أكثر. في معظم الأحيان، الشركاء مسؤولون عن الديون المترتبة على الشركة أو التجارة باستثناء شركة تضامنية محدودة المسؤولية.
- الشركة: هي عندما تكون الشركة أو التجارة مسؤولية محدودة بحيث تكون الشركة ذات شخصية قانونية منفصلة عن المالك أو المالكين. من الممكن أن تُدار الشركات من الحكومات أو أن تكون ملكية خاصة؛ وقد تؤسس لأهداف ربحية أو غير ربحية.
- التعاونية: تتمتع الشركات التعاونية بمسؤولية محدودة. الفرق بين الشركات التعاونية والشركات الأخرى بأنها تتكون من أعضاء يقومون باتخاذ القرار على عكس الشركات العادية حيث القوة تكون بيد مالكي الأسهم. يتم تصنيف الشركات التعاونية عادة إلى قسمين التعاونية الاستهلاكية والتعاونية العمالية. وتُعَدُّ التعاونيات أساسية لإيديولوجية الديمقراطية الاقتصادية.
- شركة ذات مسؤولية محدودة (ذ.م.م)
- الامتيازات
- شركات ضمان محدودة
- شركة توصية بالأسهم (أو شركة محدودة بالأسهم أو شركة مساهمة)
- شركة ذات مسؤولية محدودة بضمان برأس مال
- شركة ذات مسؤولية غير محدودة بضمان برأس مال أو بدونه
- الشركات المكونة من خطابات براءات الاختراع
- شركات الميثاق
- شركة قانونية (أي يتم إنشاءها من قبل الدولة)

## التصنيفات
المقال الرئيس: تصنيف الصناعة
- الزراعة، مثل تدجين الأسماك والحيوانات والثروة الحيوانية، وكذلك أعمال تقطيع الخشب والنفط والتعدين التي تستخرج الموارد الطبيعية والمواد الخام، مثل الخشب أو البترول أو الغاز الطبيعي أو الخامات أو النباتات أو المعادن.
- تقدم الشركات الخدمية سلعًا أو خدمات غير ملموسة وعادة ما تفرض رسومًا على العمالة أو الخدمات الأخرى المقدمة إلى الحكومة أو المستهلكين أو الشركات الأخرى. و يدخل عمل مصممي الديكور الداخلي وخبراء التجميل ومصففي الشعر وفناني التجميل وصالونات الدباغة والمغاسل والتنظيف الجاف وأجهزة مكافحة الآفات في إطار عمل الشركات الخدمية.